# Øye
Øye är en tätort i Kvinesdals kommun i Agder fylke i södra Norge. Orten ligger vid fylkesväg 465, längst inne vid Fedafjorden.